# Ahool
El ahool es un críptido volador, presuntamente un murciélago gigante, un pterosaurio superviviente o primate volador. Tal criatura es desconocida para ciencia y hay no evidencia objetiva de que exista.

## Detalles
Como muchos críptidos, no está bien documentado, y hay poca información fiable y en este caso no existe evidencia material. Nombrado por su llamada distintiva A-hool (otras fuentes dicen ahOOOooool), se dice que vive en las selvas tropicales más profundas de Java. Es descrito teniendo unos ojos oscuros grandes, grandes garras en sus antebrazos (aproximadamente del tamaño de un niño), y un cuerpo cubierto de pelaje gris. Posiblemente la característica más intrigante y asombrosa es que se dice tiene una envergadura de 3m de ancho.  Esto es casi dos veces más grande que el (conocido) murciélago más grande del mundo, el zorro volador.
Según Loren Coleman y Jerome Clark, fue descrito por primera vez por el Dr. Ernest Bartels. Bartels publicó gran parte de su trabajo mientras exploraba el Monte Salak en la isla de Java.
Una especulación de su existencia por el criptozoologo Ivan T. Sanderson es que pueda ser un pariente del kongamato en África. Otros han sugerido que es un fósil viviente, un pterosaurio, mayormente a que supuestamente sus alas son membranosas. Como es sabido hoy en día, la mayoría de los pterosaurios parecen haber tenido un  para tener tuvo alas que estuvo cubierto con un vello suave para impedir la pérdida de calor; esto pudo o no haber sido necesario en un entorno tropical dependiendo del metabolismo de estos animales. Por otro lado, puede haber una explicación enteramente mundana: